# 黃竹角咀

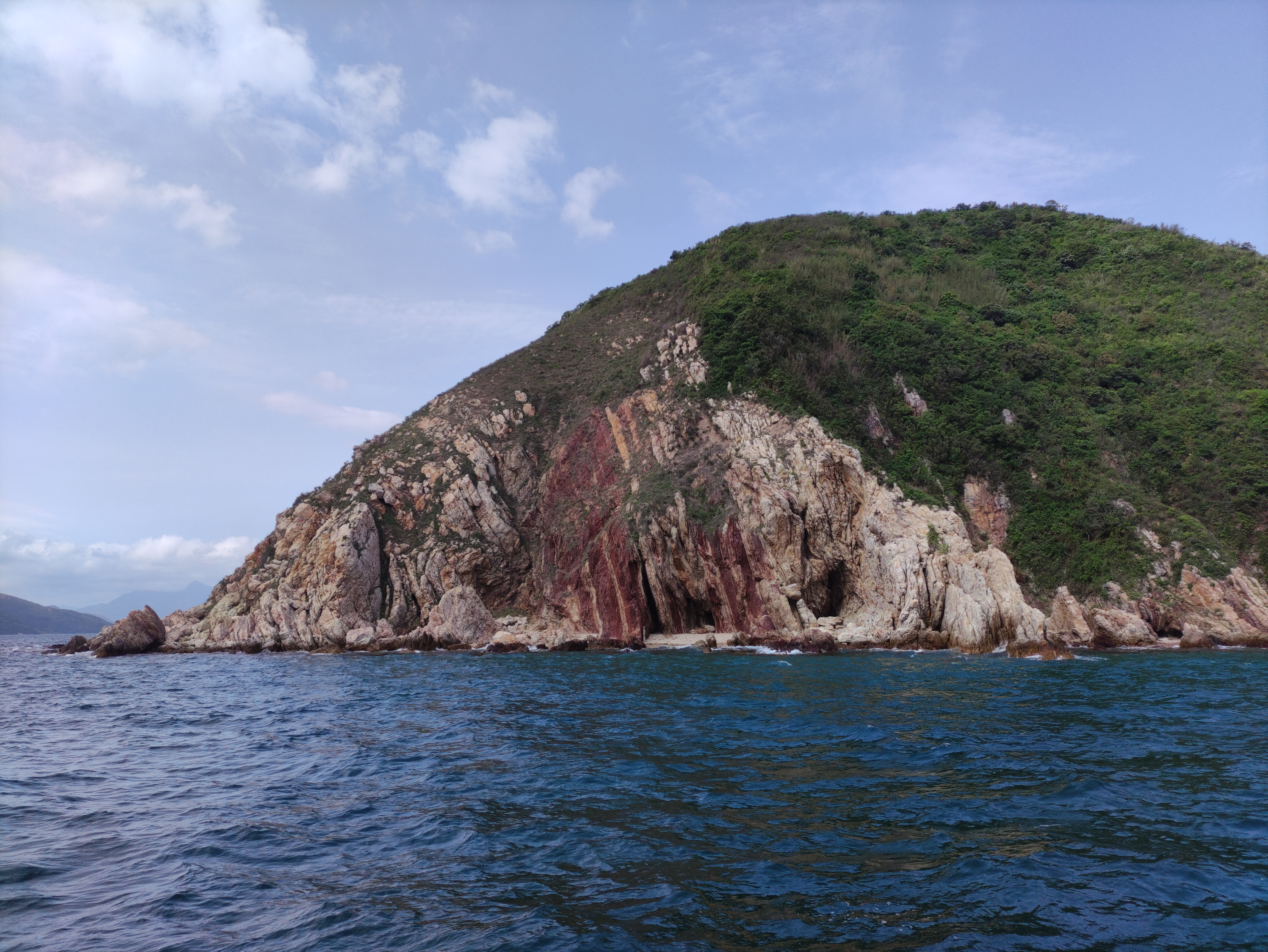
黃竹角咀

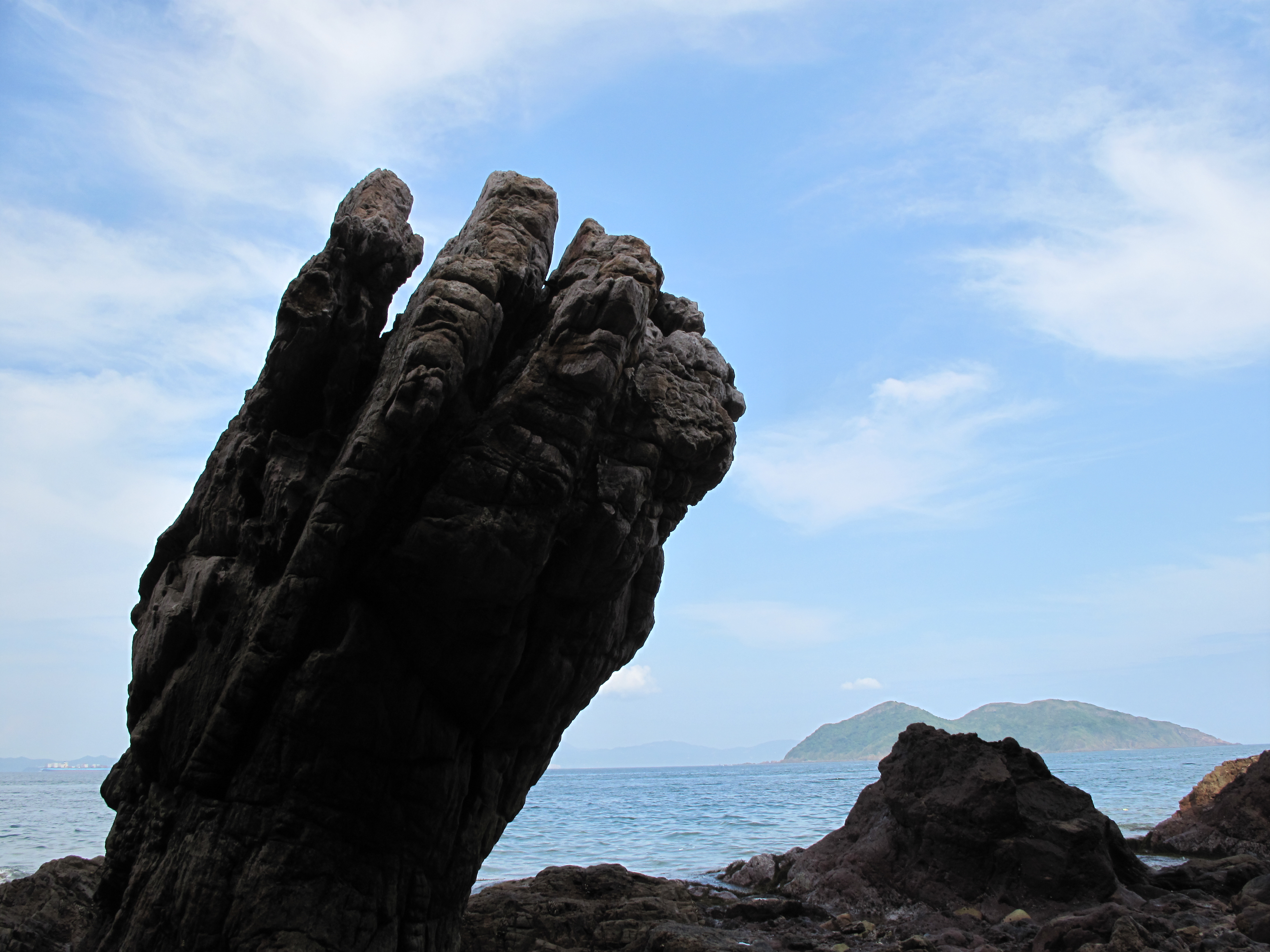
黃竹角咀鬼手岩

黃竹角咀位於香港新界東北部，分隔大赤門與黃竹角海，是香港最狹長的岬角極地。它為船灣郊野公園一部分，並與鄰近的赤洲列為地質公園的「赤洲 — 黃竹角咀景區」。
該咀由香港現存最古老之岩石組成，其中「鬼手岩」狀似緊握的拳頭，指節皆可辨，故名。2007年的「珍惜岩石自然美──香港最美岩石選舉」活動中，鬼手岩得到了第三位。

## 保育
2020年4月，大量傳媒報道4名穿著鮮豔裝束的無品『大媽』女子遠足時，肆意爬上擁有4億年歷史的「鬼手岩」搔首弄姿打卡，直斥她們「殘害大自然」。網民狠批4人行為自私，爬上打卡會對這塊古老岩石造成損害。
有報道指：「鬼手岩是香港世界地質公園重點地標之一，已有4億年歷史，由砂岩、粉砂岩、礫岩等碎屑沉積組成，因地殼褶曲露出地面，並風化侵蝕成現在的形態。地質公園的遊覽注意事項列明，遊人不得攀爬岩柱或踐踏遭受嚴重風化或侵蝕的岩石表面。早於2015年，有遊人發現鬼手其中一個手指關節位崩了一塊，懷疑因被攀爬而造成破壞。」